# The Explosion
The Explosion foi uma banda de punk rock fundada em Boston, Estados Unidos, em 1994. Uma de suas canções, "Here I Am" (Aqui estou eu) figurou na trilha sonora do jogo eletrônico Tony Hawk's Underground 2.

## Membros

### Última formação
- Matt Hock - vocal (1998-2007) (atualmente canta na banda The Blind Spiders)
- David Walsh - guitarra (1998-2007) (atualmente toca na banda The Loved Ones)
- Damian Genuardi - baixo (1998-2007) (atualmente toca na banda Blonde Acid Cult)
- Andrew Black - bateria (2000-2007)
- Chris Gonzalez - guitarra (2005-2007) (atualmente também toca baixo na banda The Loved Ones)

### Membros antigos
- Sam Cave - guitarra (1999-2004)
- Dan Colby - bateria (1998-2000)

## Discografia

### Álbuns
- Flash Flash Flash (18 de julho de 2000 Jade Tree)
- Black Tape (4 de outubro de 2004 Virgin Records)
- Bury Me Standing (2009 Paper + Plastick)

### Live albums
- Live in Boston - (2005 Virgin Records)
- Live from the Troubadour - (2005 Tarantulas, disponível apenas na DIW Magazine #20, tiragem de 1.000 cópias)

### EPs
- The Explosion (Abril de 2000 Jade Tree)
- Steal This (31 de outubro de 2000 Revelation)
- Sick of Modern Art (22 de abril de 2003 Tarantulas)
- Red Tape (1 de janeiro de 2005 Tarantulas)
- Here I Am (2004 Virgin Records)
- No Revolution (5 de julho 2005 Tarantulas)

### Singles
| Ano  | Canção          | Posições nas paradas | Posições nas paradas | Posições nas paradas    | Posições nas paradas | Álbum                          |
| Ano  | Canção          | Hot 100 dos EUA      | Modern Rock dos EUA  | Mainstream Rock dos EUA | RU                   | Álbum                          |
| ---- | --------------- | -------------------- | -------------------- | ----------------------- | -------------------- | ------------------------------ |
| 2004 | "Here I Am"     | -                    | 37                   | -                       | 75                   | Black Tape                     |
| 2005 | "No Revolution" | -                    | -                    | -                       | -                    | Black Tape & Flash Flash Flash |